# Seine-Saint-Denis
Seine-Saint-Denis (IPA: [ˌsɛnsɛ̃dəˈni]) Franciaország egyik megyéje Párizs közvetlen szomszédságában.

## Elhelyezkedése
A Franciaország középső részén, Île-de-France régióban található megyét keletről Seine-et-Marne, délről Val-de-Marne és Párizs, nyugatról Hauts-de-Seine, északról pedig Val-d’Oise megyék határolják.

## Települések
A megye legnagyobb települései és lakosságuk száma 2010-ben:
| Település            | Népesség |
| -------------------- | -------- |
| Montreuil            | 102 760  |
| Saint-Denis          | 106 785  |
| Aulnay-sous-Bois     | 82 120   |
| Aubervilliers        | 76 087   |
| Drancy               | 66 410   |
| Noisy-le-Grand       | 62 964   |
| Pantin               | 54 136   |
| Bondy                | 53 530   |
| Épinay-sur-Seine     | 54 518   |
| Le Blanc-Mesnil      | 51 438   |
| Sevran               | 49 832   |
| Bobigny              | 47 492   |
| Saint-Ouen-sur-Seine | 47 189   |
| Livry-Gargan         | 41 808   |
| Rosny-sous-Bois      | 41 050   |
| Noisy-le-Sec         | 39 733   |
| Gagny                | 39 056   |

## Galéria

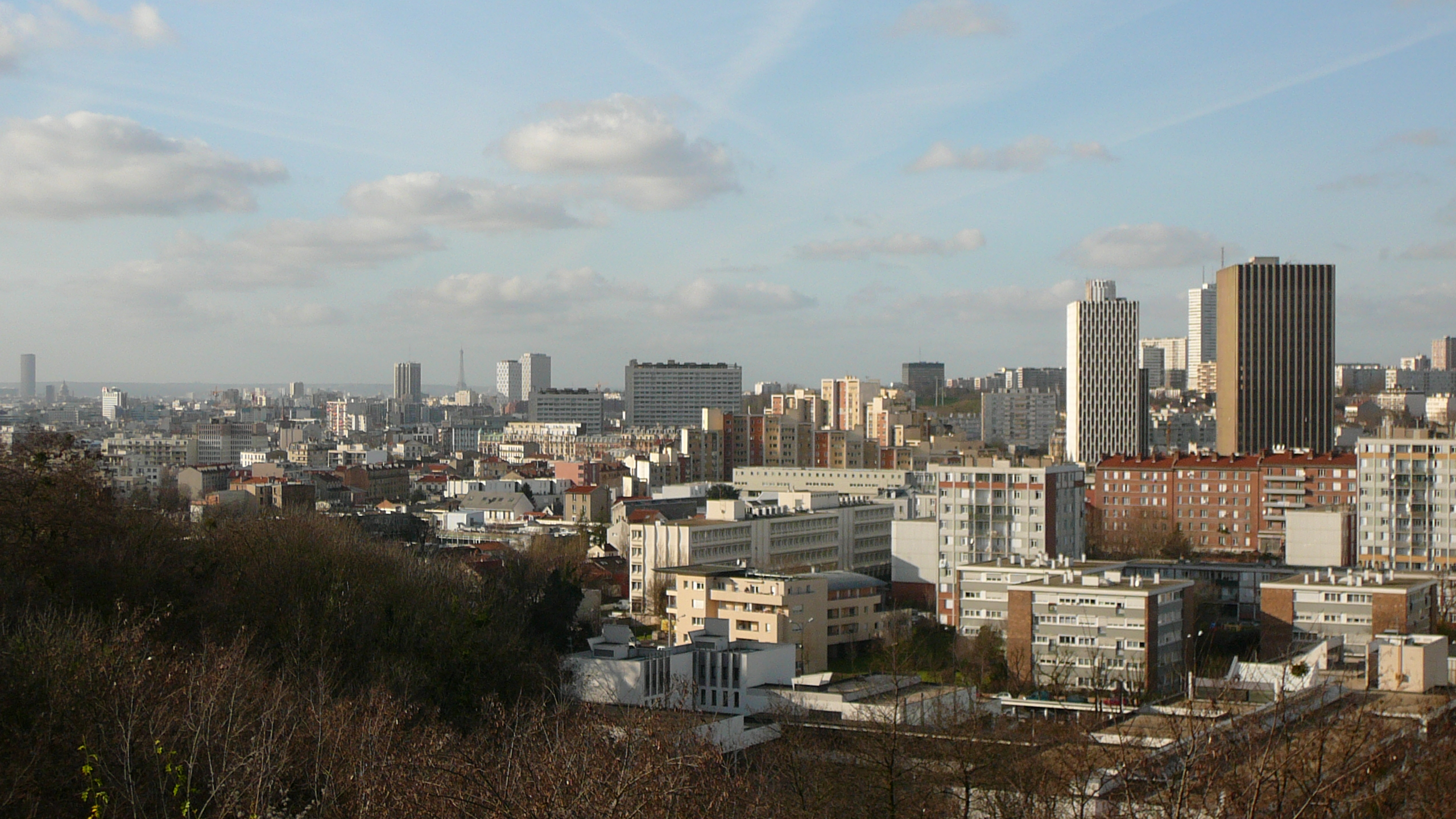
Montreuil
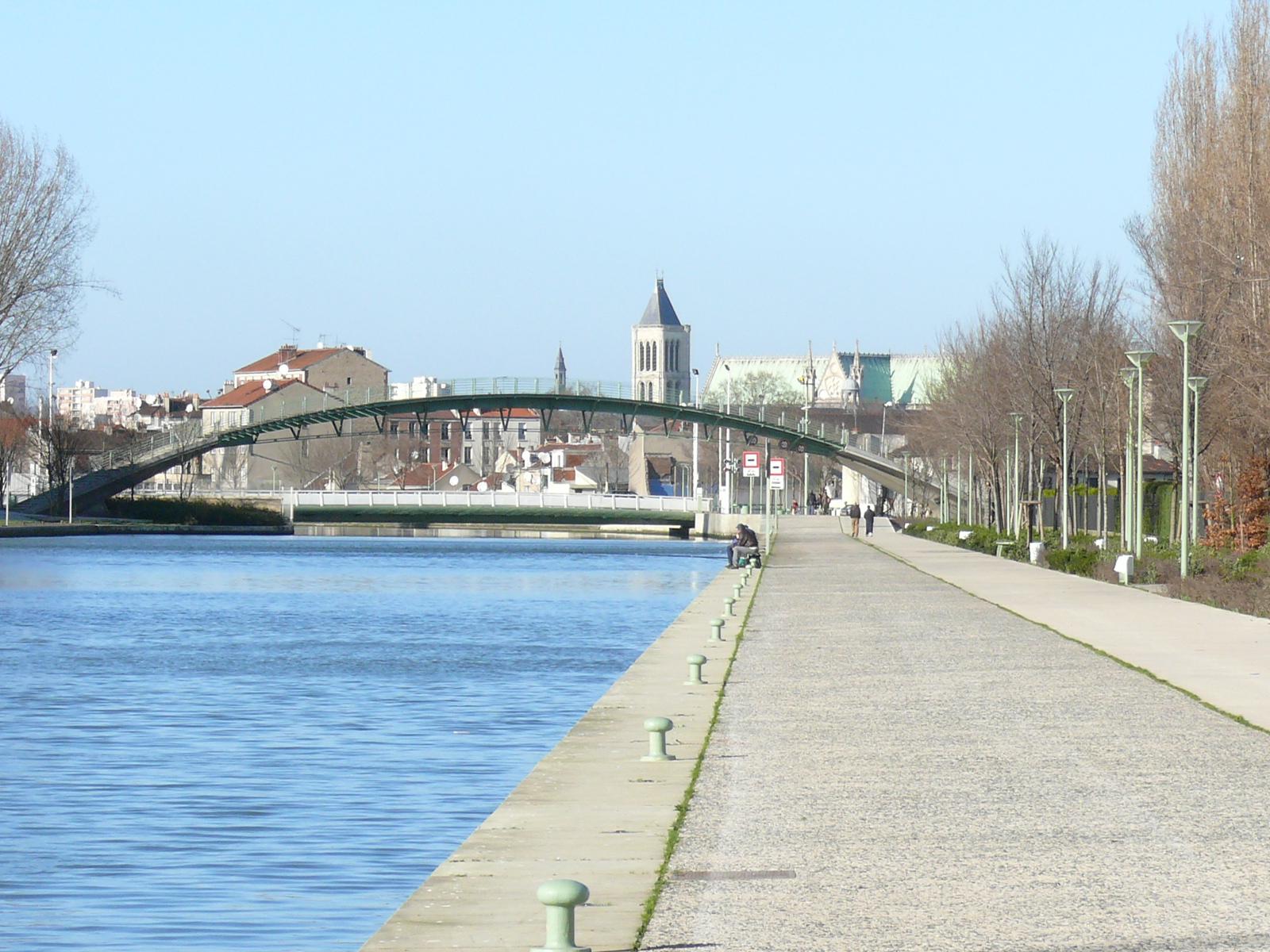
Saint-Denis
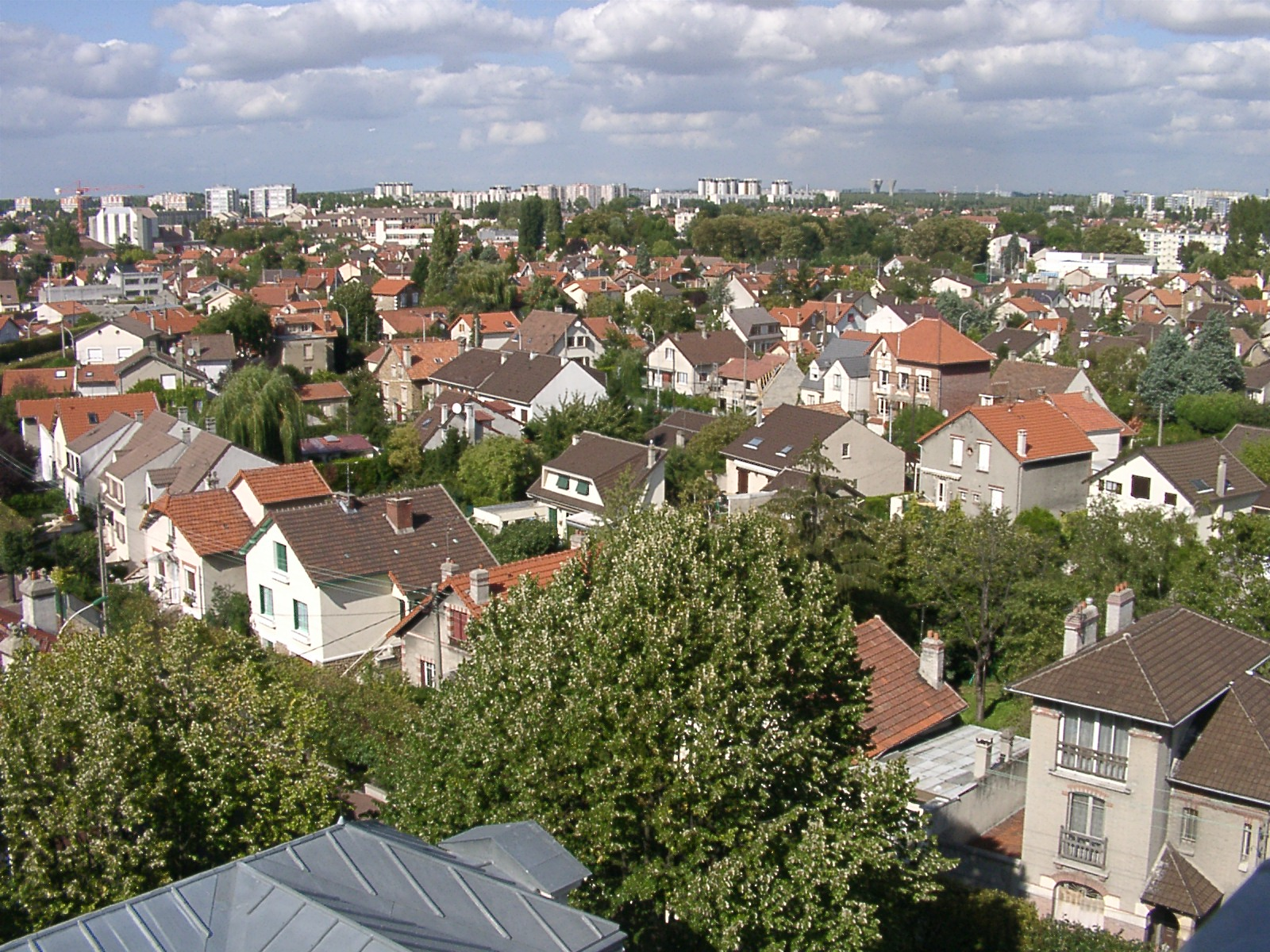
Aulnay-sous-Bois
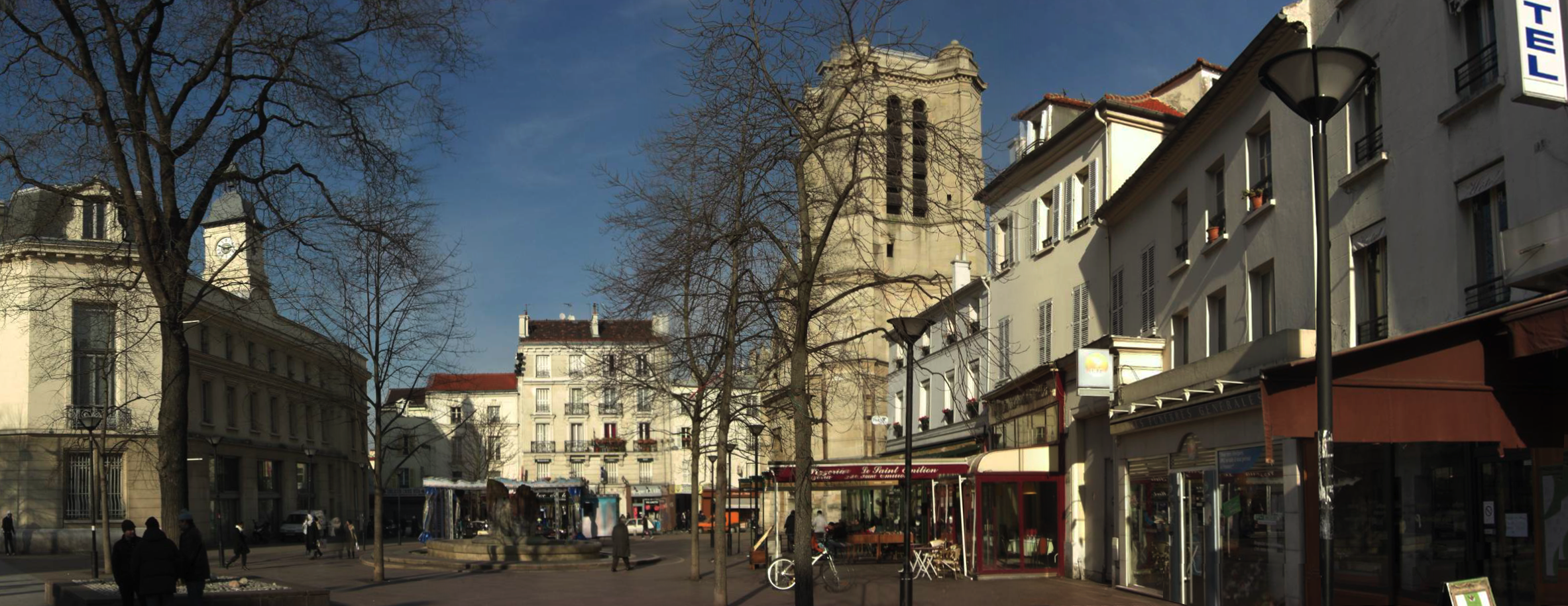
Aubervilliers